# San Miguel del Pino
San Miguel del Pino község Spanyolországban, Valladolid tartományban. San Miguel del Pino Villanueva de Duero és Tordesillas községekkel határos. Lakosainak száma 367 fő (2024).

## Népesség
A település népessége az utóbbi években az alábbiak szerint változott:
| Lakosok száma | 235  | 217  | 261  | 280  | 293  | 316  | 331  | 350  | 355  | 367  |
|               | 2001 | 2004 | 2007 | 2009 | 2012 | 2014 | 2017 | 2019 | 2022 | 2024 |